# Swammerdamia compunctella
Swammerdamia compunctella là một loài bướm đêm thuộc họ Yponomeutidae. Nó được tìm thấy ở miền bắc và Trung Âu, cũng như miền nam Wales và Scotland, Dalmatia và Tây Ban Nha.
Sải cánh dài 14–15 mm. Con trưởng thành bay từ tháng 6 đến tháng 7 tùy theo địa điểm.
Ấu trùng ăn các loài Sorbus aucuparia và Crataegus.